# Étoile Sportive du Sahel
Étoile Sportive du Sahel (ESS, arabiska النـجـم الرياضي الساحلي) är en sportklubb från Sousse i Tunisien. Klubben är främst känd för sitt fotbollslag.
Klubben grundades 1925, och fotbollslaget har vunnit tunisiska ligan nio gånger: 1958, 1963, 1966, 1972, 1976, 1986, 1987, 1997 och 2007. 2007 vann de även CAF Champions League. Klubbens hemmaarena heter Stade Olympique de Sousse och har plats för 25 000 åskådare.

## Placering tidigare säsonger
| Säsong    | Nivå | Liga    | Placering | Referens |
| --------- | ---- | ------- | --------- | -------- |
| 2017–2018 | 1    | Ligue 1 | 3         | [ 1 ]    |
| 2018–2019 | 1    | Ligue 1 | 2         | [ 2 ]    |
| 2019–2020 | 1    | Ligue 1 | 4         | [ 3 ]    |
| 2020–2021 | 1    | Ligue 1 | 2         | [ 4 ]    |
| 2021–2022 | 1    | Ligue 1 | 5         | [ 5 ]    |
| 2022–2023 | 1    | Ligue 1 | 1         | [ 6 ]    |
| 2023–2024 | 1    | Ligue 1 | 5         | [ 7 ]    |